# Control Room
Control Room is een documentaire van Jehane Noujaim en Julia Bacha uit 2004 waarin de aanloop naar de Irakoorlog (2003) belicht wordt vanuit het perspectief van het Arabische Al Jazeera.
In de documentaire wordt onder andere getoond hoe de berichtgeving vanuit de Verenigde Staten in het oosten ontvangen wordt, hoe Al Jazeera tot haar nieuwsitems en standpunten komt en hoe de samenwerking met de persvoorlichting en -coördinatie vanuit het Amerikaanse  leger verloopt.
Control Room duurt in onbewerkte vorm 84 minuten.